# Jöns Göransson Ramberg
Jöns Göransson Ramberg, dömd för mord och mordbrand, avrättades den 1 november 1853 på Södra Åsbo härads avrättningsplats i Björnekulla socken i Skåne. Vid samma tillfälle avrättades Nils Andersson, dömd för samma brott. I ett faksimil av Öresundsposten den 24 december 1853 står att skarprättaren betedde sig illa vid avrättningen av Pramberg (tryckfel för Ramberg) och Nils Andersson.